# Doru
Doru ist ein männlicher Vorname.

## Herkunft und Bedeutung
Doru ist ein rumänischer männlicher Vorname, abgeleitet von rumän. dor mit der Bedeutung „Sehnsucht, Verlangen“.

## Namensträger
- Doru-Claudian Frunzulică (* 1959), rumänischer Politiker
- Doru Pantelimon (1955–2010), rumänischer Fußballspieler
- Mihai Doru Pintilii (* 1984), rumänischer Fußballspieler
- Doru Sechelariu (* 1992), rumänischer Rennfahrer
- Doru Tureanu (1954–2014), rumänischer Eishockeyspieler und -trainer